# Sykes-Picot-avtalet

"Blå" zon, direkt fransk kontroll
"Röd" zon, direkt brittisk kontroll
Område under rysk ockupation
Zon "A", fransk intressesfär
Zon "B", brittisk intressesfär
Internationella zoner

Sykes-Picot-avtalet var ett hemligt avtal som slöts 16 maj 1916 mellan Frankrike och Storbritannien, och som godkändes av Ryssland senare samma år. Avtalet innehöll ett utkast till en uppdelning av det Osmanska riket i brittiska, franska, italienska och ryska intressesfärer efter första världskriget. Förhandlingarna påbörjades i november 1915 och avtalet gavs namn efter två av de inblandade förhandlarna: sir Mark Sykes, en brittisk underrättelseofficer, och den franske diplomaten François Georges-Picot. Diplomaten Sergej Dimitrijevitj Sazonov representerade Ryssland vid förhandlingarna. De ingående parterna var alla del av ententen, en av de stridande allianserna under kriget.
Det slutgiltiga resultatet av överenskommelsen kom att bli den uppdelning mellan Frankrike och Storbritannien av områden som tidigare hört till det Osmanska riket. Områden som berördes var bland annat Syrien, Irak, Libanon och Palestina.

## Bakgrund
Under första världskriget inleddes en diskussion om vad som skulle ske med "Europas sjuke man" (Osmanska riket) om kriget ledde till att landet upplöstes. Trippelententen gav sig in i förhandlingar för att säkra intressen i det osmanska området. I mars 1915 slöts Konstantinopelöverenskommelsen där Ryssland utlovades Konstantinopel och territorium runt den turkiska huvudstaden, något som skulle ge ryssarna tillgång till Medelhavet. Frankrike å sin sida hade ekonomiska intressen i Syrien (särskilt Aleppo) och Storbritannien var intresserade av att säkerställa att det fanns en rutt till Indien, gärna genom Suezkanalen och via Persiska viken. Det var mot bakgrund av de här intressena som idén om att formalisera uppdelningen genom ett avtal uppstod.

## Innehåll
Avtalet offentliggjordes när bolsjevikerna öppnade de tsarryska arkiven. Avslöjandet av innehållet publicerades först i Izvestija och Pravda den 23 november 1917. Några dagar senare återgavs avtalstexten i The Manchester Guardian. För de inblandade parterna var avslöjandet pinsamt och väckte tilltagande misstroende mellan parterna och araberna. Araberna hade lovats, eller i vart fall av engelsmännen förespeglats, en självständig arabisk statsbildning om de gjorde uppror mot osmanska riket. Stöd för detta fick de av bland andra översten T.E. Lawrence. I avtalet tillerkändes Frankrike bland annat nuvarande Syrien, Libanon, norra Irak (irakiska Kurdistan). Ryssland skulle erhålla Konstantinopel, de turkiska sunden och det osmanska Armenien. Storbritannien fick området som idag motsvarar Jordanien, södra Irak samt ett litet område kring Haifa. Av övriga arabiska områden som ingått i det sammanfallande Osmanska riket skulle det bildas en konfederation av arabiska stater (zonerna "A" och "B" i kartan till höger). Vem som skulle få kontrollen över området omfattande Palestina skulle avgöras senare. Avtalet låg till grund för freden i Sèvres men förverkligades inte helt. Freden i Lausanne 1923 innebar ytterligare korrigeringar av det ursprungliga avtalet.
De händelser som föregick avtalet och händelserna därefter är än idag mycket omstridda och bildar bakgrunden till dagens situation i Mellanöstern. Ty parallellt med förhandlingarna med bland andra arabledaren sharif Hussein ibn Ali och emiren Faisal pågick det förhandlingar med företrädare för sioniströrelsen Chaim Weizmann om en palestinsk stat, vilka ledde fram till Balfourdeklarationen.